# ITF Women’s World Tennis Tour 2025 (April–Juni)
In den folgenden Tabellen werden die Tennisturniere des zweiten Quartals der ITF Women’s World Tennis Tour 2025 dargestellt.

## Turnierplan
| Kategorien            | Kategorien           |
| World Tennis Tour 25+ | World Tennis Tour 15 |
| --------------------- | -------------------- |
| W100                  | —                    |
| W75                   | —                    |
| W50                   | —                    |
| W35                   | —                    |
| —                     | W15                  |

### April 2025
| Datum 1 | Turnierort                                                   | Siegerin Einzel        | Siegerinnen Doppel                               |
| ------- | ------------------------------------------------------------ | ---------------------- | ------------------------------------------------ |
| 7.4.    | Saragossa W100 Zaragoza 2025                                 | Anastassija Sacharowa  | Olivia Gadecki Aldila Sutjiadi                   |
| 7.4.    | Bellinzona Pax Italia Bellinzona Ladies Open 2025            | Solana Sierra          | Aneta Kučmová Sapfo Sakellaridi                  |
| 7.4.    | Boca Raton                                                   | Whitney Osuigwe        | Rasheeda McAdoo Akasha Urhobo                    |
| 7.4.    | São Paulo                                                    | Miriana Tona           | Ania Hertel Gergana Topalowa                     |
| 7.4.    | Osaka                                                        | Ma Yexin               | Momoko Kobori Ayano Shimizu                      |
| 7.4.    | Santa Margherita di Pula                                     | Anastassija Soboljewa  | Hikaru Satō Ikumi Yamazaki                       |
| 7.4.    | Monastir                                                     | Alina Granwehr         | Esther Adeshina Abigail Rencheli                 |
| 7.4.    | Wuning                                                       | Ren Yufei              | Kim Na-ri Ye Qiuyu                               |
| 7.4.    | Scharm asch-Schaich                                          | Weronika Ewald         | Arlinda Rushiti Marie Weckerle                   |
| 7.4.    | Antalya                                                      | Sonja Zhenikhova       | Defne Çırpanlı Vanessa Popa Teiușanu             |
| 14.4.   | Madrid Open Villa de Madrid 2025                             | Mayar Sherif           | Nicole Fossa Huergo Schibek Qulambajewa          |
| 14.4.   | Koper W75 Koper 2025                                         | Julia Grabher          | Kristina Novak Ivana Šebestová                   |
| 14.4.   | Calvi Ladies Open de Calvi 2025                              | Sofia Costoulas        | Lija Karatantschewa Lisa Zaar                    |
| 14.4.   | Zephyrhills The Florida’s Sports Coast Open 2025             | Iryna Schymanowitsch   | Marija Kosyrewa Iryna Schymanowitsch             |
| 14.4.   | Leme                                                         | Alissa Oktjabrewa      | Romina Ccuno Fernanda Labraña                    |
| 14.4.   | Santa Margherita di Pula                                     | Laura Hietaranta       | Laura Hietaranta Ella McDonald                   |
| 14.4.   | Scharm asch-Schaich                                          | Polina Jazenko         | Katarína Kužmová Marija Tkatschowa               |
| 14.4.   | Monastir                                                     | Hina Inoue             | Vilma Krebs Hyllested Johanne Christine Svendsen |
| 14.4.   | Wuning                                                       | Yang Yidi              | Kim Na-ri Ye Qiuyu                               |
| 14.4.   | Antalya                                                      | Jekaterina Reingold    | Alena Kovačková Jana Kovačková                   |
| 21.4.   | Charlottesville Boar’s Head Resort Women’s Open 2025         | Iva Jovic              | Marija Kosyrewa Iryna Schymanowitsch             |
| 21.4.   | Tokio Ando Securities Open Tokio 2025                        | Wakana Sonobe          | Guo Hanyu Ena Shibahara                          |
| 21.4.   | Oeiras Oeiras Ceto Open 2025                                 | Yuan Yue               | Francisca Jorge Matilde Jorge                    |
| 21.4.   | Chiasso Axion Open 2025                                      | Julia Grabher          | Alicia Barnett Elixane Lechemia                  |
| 21.4.   | Charlotte                                                    | Alicia Herrero Liñana  | Haruna Arakawa Ema Burgić Bucko                  |
| 21.4.   | Scharm asch-Schaich                                          | Anastassija Gassanowa  | Marija Golowina Darja Schadtschnewa              |
| 21.4.   | Santa Margherita di Pula                                     | Nuria Brancaccio       | Jasmijn Gimbrère Stéphanie Visscher              |
| 21.4.   | Kuršumlijska Banja                                           | Lavinia Tănăsie        | Joy de Zeeuw Britt du Pree                       |
| 21.4.   | Antalya                                                      | Sarah Melany Fajmonová | Sara Dols Yūki Naitō                             |
| 21.4.   | Schymkent                                                    | Jekaterina Maklakowa   | Daria Schubina Walerija Juschtschenko            |
| 21.4.   | Monastir                                                     | Anastassija Gurjewa    | Abigail Rencheli Hibah Shaikh                    |
| 21.4.   | Wuning                                                       | Yang Yidi              | Hou Yanan Wang Jiayi                             |
| 28.4.   | Bonita Springs FineMark Women’s Pro Tennis Championship 2025 | Astra Sharma           | Marija Kosyrewa Iryna Schymanowitsch             |
| 28.4.   | Wiesbaden Wiesbaden Tennis Open 2025                         | Anna Bondár            | Schibek Qulambajewa Darja Semeņistaja            |
| 28.4.   | Gifu Kangaroo Cup International Ladies Open Tennis 2025      | Zhang Shuai            | Momoko Kobori Ayano Shimizu                      |
| 28.4.   | Lopota Lopota Tennis Open 2025                               | Ekaterine Gorgodse     | Rutuja Bhosale Paige Hourigan                    |
| 28.4.   | Yecla Open Internacional Ciudad de Yecla 2025                | Harmony Tan            | Gina Marie Dittmann Jana Otzipka                 |
| 28.4.   | Santa Margherita di Pula                                     | Oleksandra Olijnykowa  | Astrid Wanja Brune Olsen Ashley Lahey            |
| 28.4.   | Goyang                                                       | Rina Saigō             | Saki Imamura Janice Tjen                         |
| 28.4.   | Nottingham                                                   | Amarni Banks           | Naiktha Bains Holly Hutchinson                   |
| 28.4.   | Boca Raton                                                   | Luisina Giovannini     | Ayana Akli Diae El Jardi                         |
| 28.4.   | Kuršumlijska Banja                                           | Natalija Senić         | Michaela Bayerlová Stefania Bojica               |
| 28.4.   | Oegstgeest                                                   | Cristina Díaz Adrover  | Joy de Zeeuw Britt du Pree                       |
| 28.4.   | Schymkent                                                    | Walerija Juschtschenko | Elina Nepli Aruschan Saghandyqowa                |
| 28.4.   | Monastir                                                     | Han Jiangxue           | Rebecca Munk Mortensen Inês Murta                |

### Mai 2025
| Datum 1 | Turnierort                                                           | Siegerin Einzel          | Siegerinnen Doppel                                |
| ------- | -------------------------------------------------------------------- | ------------------------ | ------------------------------------------------- |
| 5.5.    | Saint-Gaudens Open Saint-Gaudens 31 Occitanie 2025                   | Loïs Boisson             | Anna Sisková Gabriela Knutson                     |
| 5.5.    | Prag Advantage Cars Prague Open 2025                                 | Francesca Jones          | Jasmijn Gimbrère Denisa Hindová                   |
| 5.5.    | Indian Harbour Beach Revolution Technologies Pro Tennis Classic 2025 | Lija Karatantschewa      | Haley Giavara Alexandra Osborne                   |
| 5.5.    | Lopota Lopota Tennis Open II 2025                                    | Carol Young Suh Lee      | Kira Pawlowa Xenija Saizewa                       |
| 5.5.    | Boca Raton                                                           | Monika Ekstrand          | Fiona Crawley Alana Smith                         |
| 5.5.    | Santa Margherita di Pula                                             | Oleksandra Olijnykowa    | Deborah Chiesa Dalila Spiteri                     |
| 5.5.    | Fukuoka                                                              | Emerson Jones            | Momoko Kobori Ayano Shimizu                       |
| 5.5.    | Goyang                                                               | Janice Tjen              | Feng Shuo Li Zongyu                               |
| 5.5.    | Nottingham                                                           | Eva Guerrero Álvarez     | Alice Robbe Arlinda Rushiti                       |
| 5.5.    | Platja d’Aro                                                         | Ane Mintegi del Olmo     | Jenny Dürst Valentina Ryser                       |
| 5.5.    | Monastir                                                             | Laïa Petretic            | Annika Penickova Kristina Penickova               |
| 5.5.    | Bukarest                                                             | Mara Gae                 | Bianca Bărbulescu Lavinia Tănăsie                 |
| 5.5.    | Kalmar                                                               | Tessa Johanna Brockmann  | Annelin Bakker Britt du Pree                      |
| 5.5.    | Kuršumlijska Banja                                                   | Alina Granwehr           | Alina Granwehr Madelief Hageman                   |
| 12.5.   | Zagreb W75 Zagreb 2025                                               | Tara Würth               | Francisca Jorge Matilde Jorge                     |
| 12.5.   | Trnava Empire Tennis Academy Open 2025                               | Tamara Korpatsch         | Estelle Cascino Carole Monnet                     |
| 12.5.   | Kurume Kurume U.S.E Cup International Women's Tennis 2025            | Sarina Dijas             | Momoko Kobori Ayano Shimizu                       |
| 12.5.   | Båstad                                                               | Jazmín Ortenzi           | Yuliana Lizarazo María Paulina Pérez García       |
| 12.5.   | Bethany Beach                                                        | Ayana Akli               | Ivana Corley Jaeda Daniel                         |
| 12.5.   | Changwon                                                             | Jekaterina Reingold      | Hiromi Abe Ikumi Yamazaki                         |
| 12.5.   | Kotka                                                                | Ania Hertel              | Madelief Hageman Darja Jessyptschuk               |
| 12.5.   | Orlando                                                              | Mayu Crossley            | Samantha Alicea Jamilah Snells                    |
| 12.5.   | Toyama                                                               | Carol Young Suh Lee      | Carol Young Suh Lee Wi Hwui-won                   |
| 12.5.   | Monzón                                                               | Alice Gillan             | María Martínez Vaquero Alba Rey García            |
| 12.5.   | Monastir                                                             | Ella McDonald            | Annika Penickova Kristina Penickova               |
| 12.5.   | Bukarest                                                             | Elena Ruxandra Bertea    | Maia Ilinca Burcescu Monika Stankiewicz           |
| 12.5.   | Zaghkadsor                                                           | Rada Solotarjowa         | Alina Junewa Walerija Juschtschenko               |
| 12.5.   | Kuršumlijska Banja                                                   | Laura Hietaranta         | Justina Maria Gonzalez Daniele Elena Korokozidi   |
| 12.5.   | Maanshan                                                             | Priska Madelyn Nugroho   | Wu Ho-ching Yang Yidi                             |
| 12.5.   | Trelew                                                               | Martina Capurro Taborda  | Martina Capurro Taborda Marian Gómez Pezuela Cano |
| 19.5.   | Kuršumlijska Banja W75 Kuršumlijska Banja 2025                       | Alina Tscharajewa        | Ayla Aksu Anna Sisková                            |
| 19.5.   | Portoroz W50 Portoroz 2025                                           | Oleksandra Olijnykowa    | Rasheeda McAdoo Sapfo Sakellaridi                 |
| 19.5.   | Pelham W50 Pelham 2025                                               | Gabriela Lee             | Madeleine Brooks Petra Hule                       |
| 19.5.   | Bol                                                                  | Giorgia Pedone           | Katarína Kužmová Stéphanie Visscher               |
| 19.5.   | Orlando                                                              | Jenny Dürst              | Allura Zamarripa Maribella Zamarripa              |
| 19.5.   | Andong                                                               | Janice Tjen              | Back Da-yeon Lee Eun-hye                          |
| 19.5.   | Santo Domingo                                                        | Katarina Jokić           | Miriana Tona Noelia Zeballos                      |
| 19.5.   | Fukui                                                                | Hayu Kinoshita           | Yuka Hosoki Kisa Yoshioka                         |
| 19.5.   | Estepona                                                             | Ranah Akua Stoiber       | Joy de Zeeuw Viktória Morvayová                   |
| 19.5.   | Monastir                                                             | Jekaterina Chairutdinowa | Anastassija Gurjewa Jekaterina Chairutdinowa      |
| 19.5.   | Zaghkadsor                                                           | Kristina Kroitor         | Alina Junewa Walerija Juschtschenko               |
| 19.5.   | Ma’anshan                                                            | Priska Madelyn Nugroho   | Sandughasch Kenschibajewa Sofja Lansere           |
| 19.5.   | Trelew                                                               | Victoria Bosio           | Luciana Moyano Camila Romero                      |
| 26.5.   | Brescia W75 Brescia 2025                                             | Kaja Juvan               | Maja Chwalińska Sinja Kraus                       |
| 26.5.   | Otočec Krka Open Otočec 2025                                         | Amarissa Tóth            | Denisa Hindová Kristina Novak                     |
| 26.5.   | Kuršumlijska Banja                                                   | Lina Gjorcheska          | Arina Bulatowa Jekaterina Kasionowa               |
| 26.5.   | Villach                                                              | Nastasja Schunk          | Dalila Jakupović Nika Radišić                     |
| 26.5.   | Bol                                                                  | Ariana Geerlings         | Ilinca Amariei Ana Candiotto                      |
| 26.5.   | Santo Domingo                                                        | Darja Viďmanová          | Miriana Tona Noelia Zeballos                      |
| 26.5.   | Ma’anshan                                                            | Guo Meiqi                | Peangtarn Plipuech Wang Jiaqi                     |
| 26.5.   | Kayseri                                                              | Martyna Kubka            | Duru Söke Doğa Türkmen                            |
| 26.5.   | Merzig                                                               | Tessa Johanna Brockmann  | Chelsea Fontenel Tiphanie Lemaître                |
| 26.5.   | San Diego                                                            | Katie Swan               | Haley Giavara Anita Sahdijewa                     |
| 26.5.   | Daegu                                                                | Back Da-yeon             | Back Da-yeon Lee Eun-hye                          |
| 26.5.   | La Vall d’Uixó                                                       | Ruth Roura Llaverías     | Ania Hertel Adrienn Nagy                          |
| 26.5.   | Monastir                                                             | Hibah Shaikh             | Alicia Dudeney Patricija Paukštytė                |

### Juni 2025
| Datum 1 | Turnierort | Siegerin Einzel            | Siegerinnen Doppel                                    |
| ------- | --- | -------------------------- | ----------------------------------------------------- |
| 2.6.    | Caserta Internationali Femminili di Tennis Citta' di Caserta 2025                                                   | Andrea Lázaro García       | Cho I-hsuan Cho Yi-tsen                               |
| 2.6.    | Sumter W75 Sumter 2025                                                                                              | Darja Viďmanová            | Tara Moore Abigail Rencheli                           |
| 2.6.    | Montemor-o-Novo Montemor Ladies Open 2025                                                                           | Matilde Jorge              | Aljona Falej Polina Jazenko                           |
| 2.6.    | Troisdorf W50 Troisdorf 2025                                                                                        | Alexis Blokhina            | Rasheeda McAdoo Angella Okutoyi                       |
| 2.6.    | Klagenfurt | Kaitlin Quevedo            | Aneta Laboutková Julie Štruplová                      |
| 2.6.    | Santo Domingo | Ema Burgić Bucko           | Hiroko Kuwata Sahaja Yamalapalli                      |
| 2.6.    | Osijek | Luca Udvardy               | Nikola Daubnerová Anna Syrjanowa                      |
| 2.6.    | Kayseri | Adelina Lachinova          | Jasmine Conway Meshkatolzahra Safi                    |
| 2.6.    | Ma’anshan | Janice Tjen                | Anastassija Gretschkina Kristiana Sidorowa            |
| 2.6.    | Taschkent | Warwara Panschina          | Darja Chamuzjanskaja Darja Selinskaja                 |
| 2.6.    | San Diego | Lily Taylor                | Lily Fairclough Anita Sahdijewa                       |
| 2.6.    | Focșani | Ruth Roura Llaverías       | Cara Maria Meșter Vanessa Popa Teiușanu               |
| 2.6.    | Monastir | Patricija Paukštytė        | Astrid Cirotte Patricija Paukštytė                    |
| 2.6.    | Banja Luka | Emily Seibold              | Amelie Justine Hejtmanek Eva-Marie Voracek            |
| 2.6.    | Kuršumlijska Banja                                                                                                  | Anastassija Solotarjowa    | Alexandra Schubladse Anastassija Solotarjowa          |
| 2.6.    | Osaka | Saki Imamura               | Miyu Nakashima Sera Nishimoto                         |
| 9.6.    | Biarritz Engie Open Biarritz Pays Basque 2025                                                                       | Mayar Sherif               | Irene Burillo Escorihuela María José Portillo Ramírez |
| 9.6.    | Česká Lípa Moneta Macha Lake Openc 2025                                                                             | Laura Samson               | Alena Kovačková Ivana Šebestová                       |
| 9.6.    | Guimarães Dotmoovs Guimarães Ladies Open 2025                                                                       | Francisca Jorge            | Ankita Raina Alice Robbe                              |
| 9.6.    | Luzhou | Janice Tjen                | Priska Madelyn Nugroho Janice Tjen                    |
| 9.6.    | Santo Domingo | Ana Sofía Sánchez          | Júlia Konishi Camargo Silva Candela Vázquez           |
| 9.6.    | Decatur | Fiona Crawley              | Susanna Maltby Maddy Zampardo                         |
| 9.6.    | Kuršumlijska Banja                                                                                                  | Stefania Bojica            | Julieta Lara Estable María Florencia Urrutia          |
| 9.6.    | Norges-la-Ville | Léa Tholey                 | Malkia Menguene Monika Wojcik                         |
| 9.6.    | Kayseri | Ayşegül Mert               | Valentina Mediorreal Arias Doğa Türkmen               |
| 9.6.    | San Diego | Mao Mushika                | Lily Fairclough Lily Taylor                           |
| 9.6.    | Taschkent | Laima Vladson              | Darja Chamuzjanskaja Darja Selinskaja                 |
| 9.6.    | Madrid | Alina Granwehr             | Angella Okutoyi Sofia Rocchetti                       |
| 9.6.    | Danzig | Johanne Christine Svendsen | Valentina Ivanov Johanne Christine Svendsen           |
| 9.6.    | Monastir | Sofia Camila Rojas         | Lilian Poling Zdena Šafářová                          |
| 16.6.   | Blois Internationaux de Tennis de Blois 2025                                                                        | Panna Udvardy              | Cho I-hsuan Cho Yi-tsen                               |
| 16.6.   | Zagreb Zagreb Ladies Open 2025                                                                                      | Dominika Šalková           | Feng Shuo Aoi Itō                                     |
| 16.6.   | Taizhou China Women's 13 Taizhou 2025                                                                               | Janice Tjen                | Priska Madelyn Nugroho Janice Tjen                    |
| 16.6.   | Taipeh | Ku Yeon-woo                | Ku Yeon-woo Eri Shimizu                               |
| 16.6.   | Wichita | Fiona Crawley              | Maria Berlanga Bandera Julia Garcia Ruiz              |
| 16.6.   | Tauste | Sarina Dijas               | Hiromi Abe Kanako Morisaki                            |
| 16.6.   | Ystad | Irene Burillo Escorihuela  | Katarina Jokić Rebeca Pereira                         |
| 16.6.   | Klosters W35 Klosters 2025                                                                                          | Katharina Hobgarski        | Deborah Chiesa Lisa Pigato                            |
| 16.6.   | Kuršumlijska Banja                                                                                                  | Stefania Bojica            | Jekaterina Maklakowa Marija Masijanskaja              |
| 16.6.   | Sapporo | Natsuki Yoshimoto          | Moeka Miyata Miyu Nakashima                           |
| 16.6.   | Rancho Santa Fe | Eryn Cayetano              | Eryn Cayetano Lily Fairclough                         |
| 16.6.   | Kayseri | Edda Mamedowa              | Audrey Moutama Lucrezia Musetti                       |
| 16.6.   | Bukarest | Ilinca Amariei             | Alexandra Irina Anghel Carmen Andreea Herea           |
| 16.6.   | Monastir | Tahlia Kokkinis            | Claudia Ferrer Pérez Adithya Karunaratne              |
| 16.6.   | Bolszewo | Amélie Van Impe            | Rikke de Koning Amélie Van Impe                       |
| 23.6.   | Palma del Río W50+H Palma del Río 2025                                                                              | Clervie Ngounoue           | Feng Shuo Liang En-shuo                               |
| 23.6.   | Tarvis | Vittoria Paganetti         | Aneta Kučmová Daria Kuczer                            |
| 23.6.   | Périgueux | Vivian Wolff               | Lucía Cortez Llorca Alicia Herrero Liñana             |
| 23.6.   | Taipeh | Janice Tjen                | Park So-hyun Janice Tjen                              |
| 23.6.   | Alkmaar | Rose Marie Nijkamp         | Loes Ebeling Koning Sarah van Emst                    |
| 23.6.   | Kuršumlijska Banja                                                                                                  | Schibek Qulambajewa        | Michaela Bayerlová Denisa Hindová                     |
| 23.6.   | Sapporo | Natsuki Yoshimoto          | Kanna Soeda Maiko Uchijima                            |
| 23.6.   | Kamen | Mariella Thamm             | Laura Böhner Mariella Thamm                           |
| 23.6.   | Lakewood | Eryn Cayetano              | Eryn Cayetano Haley Giavara                           |
| 23.6.   | Hongkong | Lu Jiajing                 | Jewgenija Burdina Anastassija Gretschkina             |
| 23.6.   | Ma’anshan | Zhu Chenting               | Huang Yujia Vivian Yang                               |
| 23.6.   | Galați | Lidija Entschewa           | Cara Maria Meșter Vanessa Popa Teiușanu               |
| 23.6.   | Monastir | Lamis Alhussein Abdel Aziz | Julia Adams Mouna Bouzgarrou                          |
| 23.6.   | Kayseri | Adelina Lachinova          | María Herazo González Adelina Lachinova               |
| 30.6.   | Cary Cary Tennis Classic 2025                                                                                       | Darja Viďmanová            | Ayana Akli Abigail Rencheli                           |
| 30.6.   | Bukarest Raiffeissen Bank ITF World Tennis Tour 2025                                                                | Tamara Zidanšek            | Estelle Cascino Patricia Maria Țig                    |
| 30.6.   | Stuttgart-Vaihingen Internationale Württembergische Damen-Tennis-Meisterschaften um den Stuttgarter Stadtpokal 2025 | Nikola Bartůňková          | Martha Matoula Radka Zelníčková                       |
| 30.6.   | Rom | Dalila Spiteri             | Noemi Basiletti Giorgia Pedone                        |
| 30.6.   | Amstelveen | Katharina Hobgarski        | Joy de Zeeuw Sarah van Emst                           |
| 30.6.   | Bissy-Chambéry | Ophélie Boullay            | Jekaterina Owtscharenko Jekaterina Jaschina           |
| 30.6.   | Los Angeles | Weronika Miroschnitschenko | Kylie Collins Anita Sahdijewa                         |
| 30.6.   | Kuršumlijska Banja                                                                                                  | Petra Konjikušić           | Grete Gull Laura Rahnel                               |
| 30.6.   | Ma’anshan | Sofja Lansere              | Peangtarn Plipuech Wang Jiaqi                         |
| 30.6.   | Kayseri | Katarína Kužmová           | Esther Adeshina María Herazo González                 |
| 30.6.   | Getxo | Joëlle Steur               | Joëlle Steur Noelia Zeballos                          |
| 30.6.   | Hillcrest | Valeria Bhunu              | Astrid Cirotte Polina Leikina                         |
| 30.6.   | Mogyoród | Lucie Havlíčková           | Natália Kročková Karolína Vlčková                     |
| 30.6.   | Hongkong | Ikumi Yamazaki             | Shek Cheuk Ying Zhang Ying                            |
| 30.6.   | Monastir | Manon Léonard              | Lamis Alhussein Abdel Aziz Merna Refaat               |